# Pidonia luna
Pidonia luna är en skalbaggsart som beskrevs av Chou och Wu 2005. Pidonia luna ingår i släktet Pidonia och familjen långhorningar.
Artens utbredningsområde är Taiwan. Inga underarter finns listade i Catalogue of Life.